# Karra (Niger)
Karra (auch Kara, Tchara) ist ein Dorf in der Stadtgemeinde Birni N’Gaouré in Niger.

## Geographie
Das von einem traditionellen Ortsvorsteher (chef traditionnel) geleitete Dorf liegt am Rand des Trockentals Dallol Bosso. Es befindet sich rund sechs Kilometer südöstlich des urbanen Zentrums von Birni N’Gaouré, der Hauptstadt des Departements Boboye, das zur Region Dosso gehört. Zu den Siedlungen in der näheren Umgebung von Karra zählen Kourfaré und Haoulawal Zarma im Südosten.
Karra ist Teil der Übergangszone zwischen Sahel und Sudan. Die durchschnittliche jährliche Niederschlagsmenge beträgt hier zwischen 500 und 600 mm.

## Geschichte
Als der französische Offizier Parfait-Louis Monteil bei seiner großen Westafrika-Reise im Sommer 1891 die Gegend besuchte, versuchte der Ortsvorsteher von Karra von ihm erfolglos ein Geschenk für die Weiterreise zu erpressen. Bei Überschwemmungen im Jahr 2016 stürzten 128 Häuser im Ort ein. Die Hilfsorganisation World Vision Inc. errichtete in Karra ein Rohrleitungssystem zur Wasserversorgung, das im Oktober 2016 fertiggestellt wurde.

## Bevölkerung
Bei der Volkszählung 2012 hatte Karra 3115 Einwohner, die in 387 Haushalten lebten. Bei der Volkszählung 2001 betrug die Einwohnerzahl 1805 in 237 Haushalten und bei der Volkszählung 1988 belief sich die Einwohnerzahl auf 2189 in 255 Haushalten.

## Kultur und Sehenswürdigkeiten
Es gibt eine Moschee in Karra. Sie wurde mit Lehm als grundlegendem Baumaterial errichtet. Die Scherzbeziehungen zwischen Einwohnern von Karra und Kourfaré tragen zu den gutnachbarschaftlichen Beziehungen zwischen beiden Dörfern bei. Die Praktiken und Ausdrucksformen der Scherzbeziehungen in Niger stehen seit 2014 auf der Repräsentativen Liste des immateriellen Kulturerbes der Menschheit.

## Wirtschaft und Infrastruktur
In Karra wird ein Markt abgehalten. Das Dorf ist von Gärten umgeben, in denen Frauen Salat, Tomaten, Zwiebeln, Meerrettichbaumblätter, Auberginen und weiteres Gemüse anbauen. Die Erträge werden verkauft. Außerdem werden Schafe und Rinder gezüchtet. Mit einem Centre de Santé Intégré (CSI) ist ein Gesundheitszentrum im Ort vorhanden.